# Уланов, Анатолий Андреевич
Анато́лий Андре́евич Ула́нов (род. 10 апреля 1929 — умер, дата смерти неизвестна, данные от коллег по службе) — советский партийный и государственный деятель, дипломат. Чрезвычайный и полномочный посол.

## Биография
Кандидат технических наук.
До 13 января 1967 года — заведующий отделом науки и учебных заведений Днепропетровского областного комитета КПУ.
С 23 ноября 1966 по 1970 год — первый секретарь Днепропетровского городского комитета КПУ.
В 1970—1972 годах — заведующий отделом организационно-партийной работы ЦК КПУ.
С 25 июля 1972 по 19 сентября 1975 — секретарь Ворошиловградского областного комитета КПУ.
На дипломатической работе с 1977 года.
- С 12 ноября 1977 по 7 июня 1984 года — чрезвычайный и полномочный посол СССР в Либерии[1].
- В 1984 году — на ответственной работе в центральном аппарате МИД СССР.
- С 30 декабря 1984 по 14 июля 1989 года — чрезвычайный и полномочный посол СССР в Гайане[2].